# Фомічов Михайло Георгійович
Фомічо́в Миха́йло Гео́ргійович (25 вересня (8 жовтня) 1911, Слобода, Російська імперія — 18 листопада 1987, Москва) — командир 63-ї гвардійської Челябінсько-Петраківської Червонопрапорної, орденів Суворова і Кутузова танкової бригади 10-го гвардійського танкового Добровольчого Львівсько-Уральського Червонопрапорного, орденів Суворова і Кутузова корпусу 4-ї гвардійської танкової армії 1-го Українського фронту, гвардії полковник, генерал-лейтенант танкових військ (1958). Двічі Герой Радянського Союзу.

## Біографія
Народився 25 вересня (8 жовтня) 1911 року в селі Слобода Бєльовського району Тульської області в багатодітній селянській родині. Росіянин. Закінчив 4-класну школу в 1924 році. Трудову діяльність розпочав у 1925 році: чорноробом, помічником тракториста, трактористом у радгоспі «Бєльовський». З 1930 року) — тракторист радгоспу «Берьозово» Бєльовського району.
З грудня 1933 року — в Червоній Армії. Службу проходив у танкових військах молодшим командиром. У 1937 році закінчив Орловське бронетанкове училище імені М. В. Фрунзе і залишився при училищі командиром взводу. У 1941 році старший лейтенант Фомічов М. Г. закінчив Військову академію механізації і моторизації РСЧА імені Й. В. Сталіна і направлений помічником начальника 1-ї частини штабу 85-го танкового полку 43-ї танкової дивізії 19-го механізованого корпусу Київського особливого ВО.
З початком німецько-радянської війни брав участь в оборонних боях на території Західної України, на київському напрямку. У серпні 1941 року призначений заступником начальника штабу 12-ї танкової бригади. В складі військ Південно-Західного фронту брав участь в обороні Харкова, Барвінково-Лозівській операції, Другій Харківській битві, де був важко поранений.
Після одужання — начальник штабу 12-ї танкової бригади на Сталінградському фронті.
З грудня 1942 року — старший помічник начальника 2-го відділу 3-го управління ГРУ Генерального штабу РСЧА.
З липня по вересень 1943 року — заступник командира 244-ї Челябінської танкової бригади 30-го Добровольчого Уральського танкового корпусу 4-ї танкової армії.
З вересня 1943 року — начальник штабу 30-го танкового корпусу (в жовтні 1943 перейменований у 10-й гвардійський танковий корпус).
З лютого 1944 року — командир 63-ї гвардійської Челябінської танкової бригади. 21 лютого отримав військове звання «полковник».
27 липня 1944 року після важких боїв танкова бригада Фомічова М. Г. першою увірвалась до міста Львів і протягом шести діб вела бої з німецькими підрозділами. Штаб бригади знаходився на вулиці Зеленій в приміщенні колишнього кінотеатру «Байка».
Указом Президії Верховної Ради СРСР від 23 вересня 1944 року за мужність і відвагу, виявлені в боях з німецько-фашистськими загарбниками, гвардії полковнику Фомічову Михайлу Георгійовичу присвоєно звання Героя Радянського Союзу з врученням ордена Леніна і медалі «Золота Зірка» (№ 2404).
12 січня 1945 року танкова бригада Фомічова М. Г. розпочала з Сандомирського плацдарму наступ і, попри спротив ворога, за 10 днів просунулась вперед більш як на 400 кілометрів. В квітні 1945 року бригада брала активну участь в Берлінській операції. 9 травня 1945 року танкова бригада Фомічова М. Г. першою увірвалась до окупованої Праги.
Указом Президії Верховної Ради СРСР від 31 травня 1945 року за вміле керівництво бойовими діями бригади в період Вісло-Одерської операції, в боях за Берлін і рішучі дії при звільненні Праги полковник Фомічов М. Г. нагороджений другою медаллю «Золота Зірка» (№ 6012).
Після війни продовжував службу в ЗС СРСР. У 1948 році закінчив Вищу військову академію імені К. Є. Ворошилова. З 1962 року — заступник командуючого військами Забайкальського ВО.
У 1969 році закінчив Вищі академічні курси при Військовій академії Генштабу. Був генерал-інспектором Головної інспекції МО СРСР. З 1972 року — на пенсії. Мешкав у Москві.
Помер 18 листопада 1987 року. Похований в Москві на Кунцевському цвинтарі.

## Нагороди
- Дві медалі «Золота Зірка» (23.09.1944; 31.05.1945);
- Орден Леніна (23.09.1944);
- Два ордени Червоного Прапора (30.04.1954; 22.02.1968);
- Орден Суворова 2-го ступеня (6.04.1945);
- Орден Кутузова 2-го ступеня (29.05.1944);
- Орден Вітчизняної війни 1-го ступеня (11.03.1985);
- Три ордени Червоної Зірки (13.02.1942; 20.06.1949; 6.10.1981);
- Медалі;
- Іноземні нагороди.

## Пам'ять
В місті Бєльов Тульської області встановлено бронзове погруддя Героя.
В обласному краєзнавчому музеї міста Тула М. Г. Фомічову присвячена музейна експозиція.